# Motorsport i Nederländerna
Nederländerna är ett klassiskt land för motorsport, med TT Assen som mest kända evenemang. Mellan 1952 och 1985 ingick Nederländernas Grand Prix i formel 1-VM.

## Verksamhet

### Nederländernas Grand Prix
Circuit Park Zandvoort arrangerade ett Grand Prix-lopp i formel 1 första gången 1952, och var sedan med på kalendern fram till och med 1985. Banan var oerhört populär bland förarna, då den var både teknisk och snabb, och bjöd in till överstyrningssladdar när förarna skulle sladda runt de riktigt snabba kurvorna. Säkerheten kring banan var dock undermålig med tanke på 1980-talets standard, och när Ungern tilldelades ett Grand Prix, försvann Zandvoort från kalendern.

### TT Assen

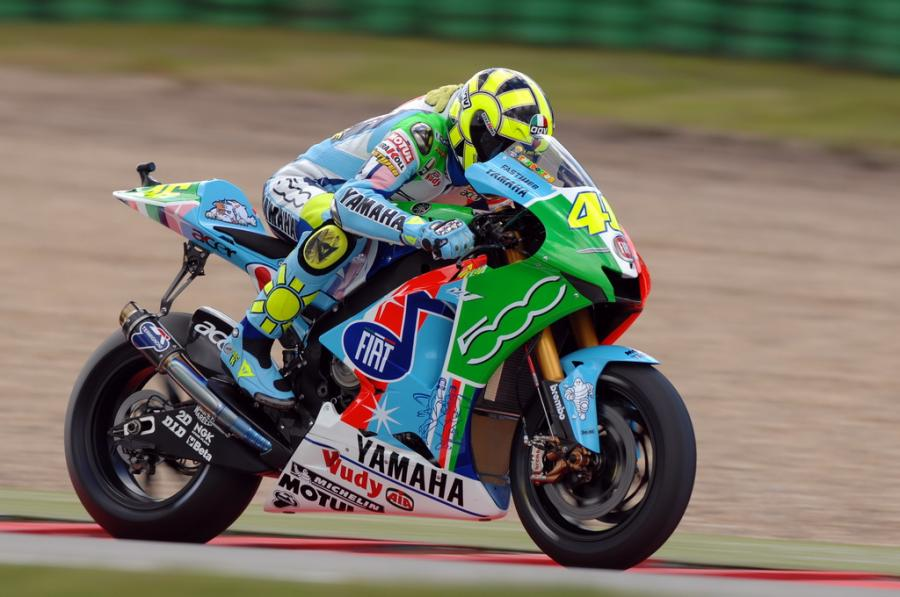
Valentino Rossi på väg mot segern i 2007 års TT-lopp.

Assen har arrangerat ett TT-lopp i roadracing ända sedan 1920-talet, och även om bansträckningen ändrats enormt sedan början så är tävlingens namn oförändrat, och tävlingen räknas som det finaste loppet att vinna i MotoGP. Banans senaste ombyggnad skedde 2006, då den första sektionen försvann och ersattes med en kortare slinga. Numera är banan 4,5 kilometer lång, och har gått från att vara den snabbaste banan till en ganska genomsnittlig bana i medelfart.

### Övriga arrangemang
Länge var dessa två evenemang de enda två evenemangen av värde i Holland, men under slutet av 1980-talet började Superbike-VM arrangeras på Assen, och tävlingen har funnits med på kalendern ända sedan dess. Assen har även arrangerat Champ Car under seriens sista år 2007.
Zandvoort å sin sida arrangerar den årliga F3 Masters-tävlingen, där Europas bästa förare tävlar mot varandra i en enskild finaltävling. Vinsten i F3 Masters brukas värderas väldigt högt, men Zandvoort prioriterad bort tävlingen under 2007 och 2008 på grund av begränsat antal dagar med buller. Under dessa år kördes tävlingen på Circuit Zolder i Belgien, innan A1GP:s konkurs möjliggjorde ett återvändande till Zandvoort för 2009.
Den största serien som besöker Zandvoort är dock det tyska standardvagnsmästerskapet DTM, som i många år har besökt Zandvoort under sommaren. Tävlingen har innehållit flera överraskande segrar, samt kontroversiella stallorder från Audis sida, som 2009 för första gången någonsin renderade i en bestraffning för stallorder, efter att Mattias Ekström släppts upp till andra plats alldeles för enkelt av förarna i den äldre årsmodellen. F3 Euroseries tävlar tillsammans med DTM, men eftersom tävlingen går efter F3 Masters får inte förarna samma fördel som de annars skulle ha fått i huvudevenemanget. 
Nederländerna arrangerar även två deltävlingar i Motocross-VM, samt en rad andra mindre internationella tävlingar i diverse serier. Landets nationella serie heter Dutch Supercar Series, men de tvingas köra flera av sina tävlingar i Belgien och Tyskland, på grund av att bara Assen och Zandvoort finns att köra på i hemlandet.

### Förare

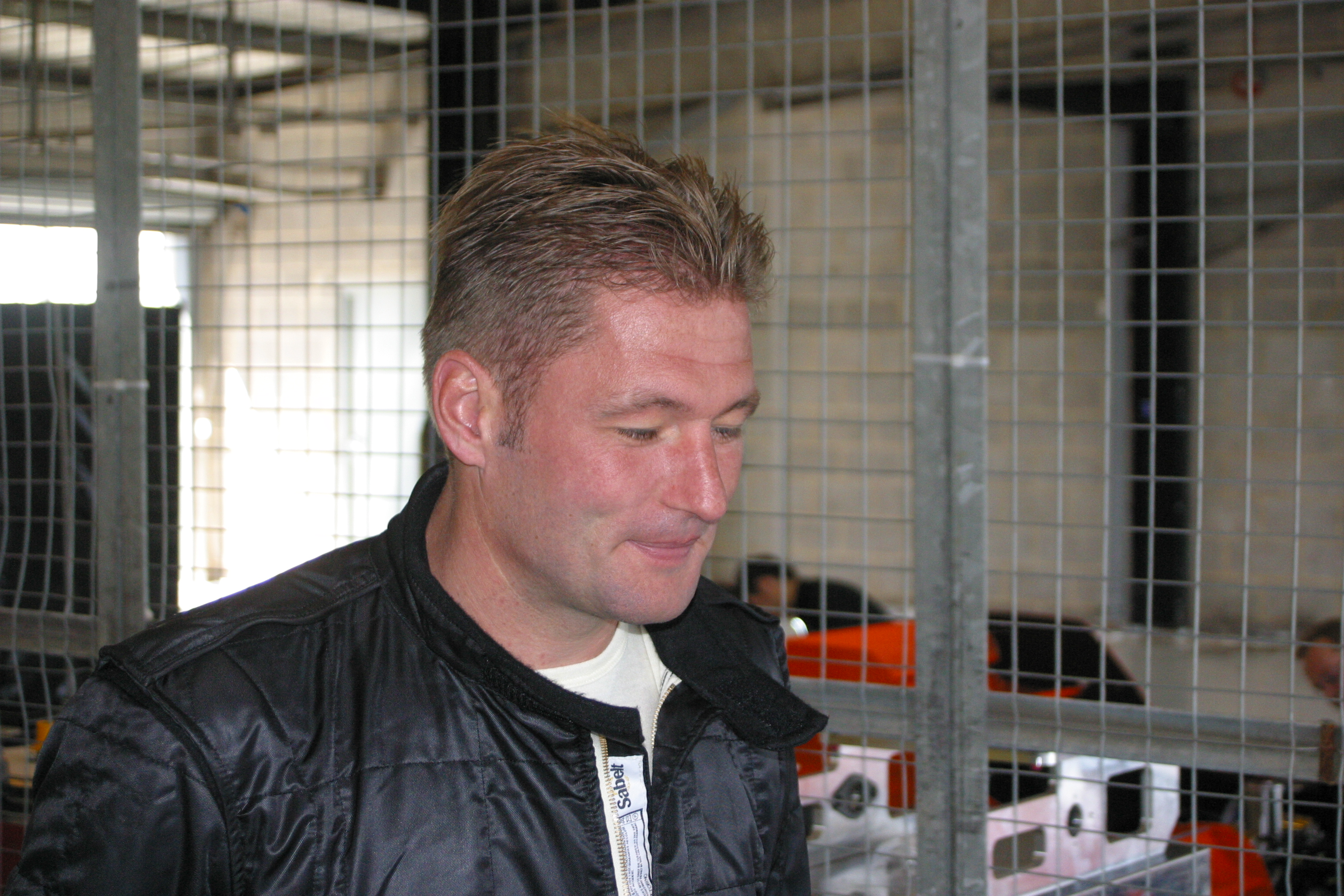
Jos Verstappen, Nederländernas mest framgångsrika förare med två pallplatser i formel 1 säsongen 1994.

Nederländernas främsta förare har varit inom roadracingen, där mängder av förare varit specialister på Assen, och därmed vunnit mängder av tävlingar på banan innan banan tämjdes på 1980-talet. Flera holländska förare har slagits om VM-titlar, men bara Jan de Vries och Henk van Kessel har vunnit VM-titlar, vilket var i 50cc-klassen under perioden 1971-1974.
Inom banracingen har inte holländska förare lyckats bli världsmästare, trots det stora intresset. Jos Verstappen såg ut att vara en potentiell stjärna efter att ha testat med Footwork hösten 1993. Både McLaren och Benetton ville ha honom till sina stall, och valet föll på Benetton, sedan de lovat honom att få tävla i framtiden. Efter att JJ Lehto råkat ut för en skadefylld inledning på säsongen fick Verstappen tävla större delen av säsongen 1994. Även om han tog de enda holländska pallplatserna i formel 1 i Ungern och Belgien, så var hans fart för långsam i jämförelse med stallkamraten och den säsongens världsmästare Michael Schumacher, för att han skulle få fortsatt förtroende för säsongen 1995. Efter det hamnade Verstappen i sämre bilar, och hoppade in och ut från år till år, beroende på om han hade hittat en sponsor eller inte. Han tävlade från och till i formel 1 ända fram till slutet av säsongen 2003. En rad andra holländska förare har tävlat i formel1, men bara Christijan Albers har lyckats ta poäng. Albers är annars mest känd för att ha blivit trea i DTM säsongen 2004 efter flera delsegrar.